# Villeneuve-sur-Fère
Villeneuve-sur-Fère település Franciaországban, Aisne megyében. Lakosainak száma 285 fő (2022. január 1.). Villeneuve-sur-Fère Beuvardes, Bruyères-sur-Fère, Coincy, Fère-en-Tardenois és Saponay községekkel határos.

## Népesség
A település népessége az elmúlt években az alábbi módon változott:
| Lakosok száma | 260  | 260  | 239  | 275  | 262  | 270  | 285  | 294  | 300  | 285  |
|               | 1968 | 1982 | 1990 | 2006 | 2013 | 2015 | 2017 | 2019 | 2020 | 2022 |